# 41 Samodzielna Kompania Czołgów Rozpoznawczych

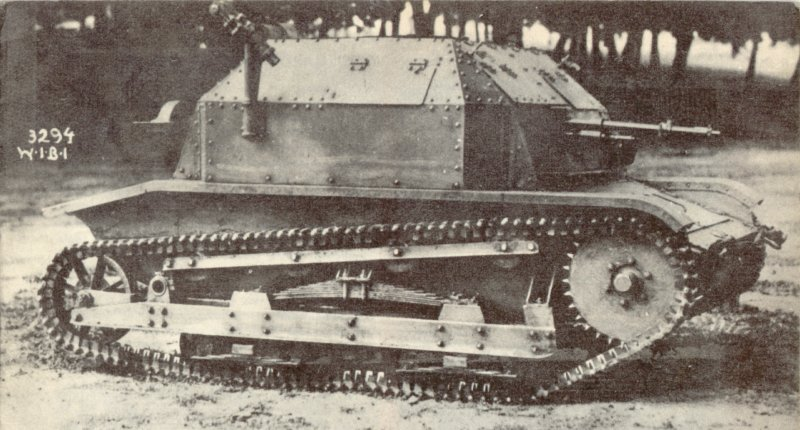
czołg TK-3 – czołg podstawowy kompanii

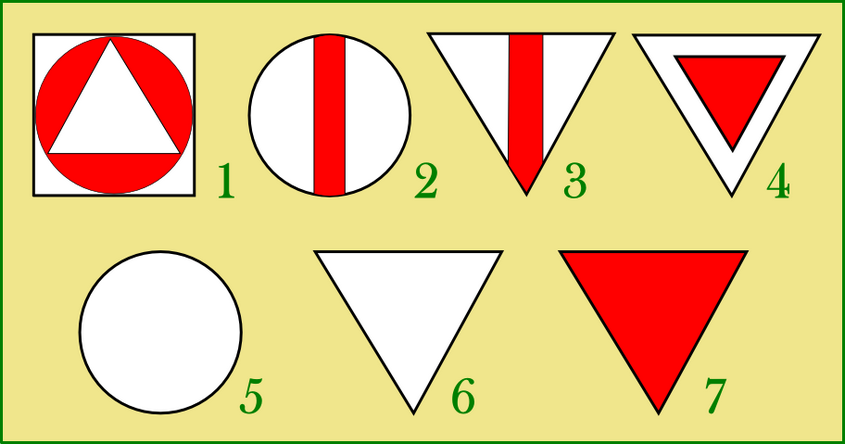
Znaki taktyczne malowane na czołgach lekkich i rozpoznawczych

41 Samodzielna Kompania Czołgów Rozpoznawczych – pancerny pododdział rozpoznawczy Wojska Polskiego II Rzeczypospolitej.
Kompania nie występowała w pokojowej organizacji wojska. Została sformowana w sierpniu 1939 roku w Zgierzu w grupie jednostek oznaczonych kolorem żółtej z przeznaczeniem dla 10 Dywizji Piechoty(?) 30 Dywizji Piechoty. Jednostką mobilizującą był 10 batalion pancerny.
Na wyposażeniu posiadała 13 czołgów rozpoznawczych TK-3.

## Obsada personalna
Obsada w dniu 1 września 1939 roku:
- dowódca kompanii – kpt. Tadeusz Ignacy Witanowski (ranny 12 IX 1939)
- dowódca 1 plutonu – por. Jerzy Rędziejowski
- dowódca 2 plutonu – ppor. inż. Stanisław Trojanowski
- dowódca plutonu techniczno-gospodarczego – por. Zygmunt Wiktor Hermiczek

## Struktura kompanii

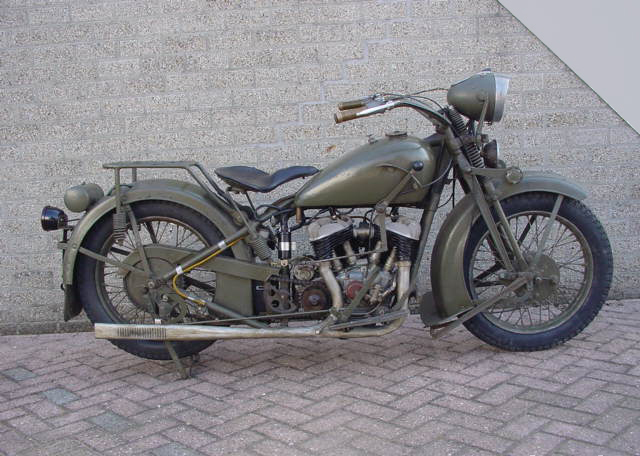
Motocykl Sokół 1000

Poczet dowódcy
- gońcy motocyklowi
- drużyna łączności
  - patrole:

radiotelegraficzny
łączności z lotnictwem
- sekcja pionierów

Razem w dowództwie
1 oficer, 7 podoficerów, 21 szeregowców;
1 czołg, 1 samochód osobowo–terenowy, 2 samochody z radiostacjami N.2, furgonetka, 4 motocykle.
2 x pluton czołgów
1 oficer, 7 podoficerów, 7 szeregowców
6 czołgów, 1 motocykl, przyczepa towarzysząca
pluton techniczno–gospodarczy
- drużyna techniczna
- drużyna gospodarcza
- załogi zapasowe
- tabor

Razem w plutonie
1 oficer, 13 podoficerów, 18 szeregowców
5 samochodów ciężarowych, samochód-warsztat, cysterna, 1 motocykl, transporter czołgów, 2 przyczepy na paliwo, kuchnia polowa